# Haus Steprath

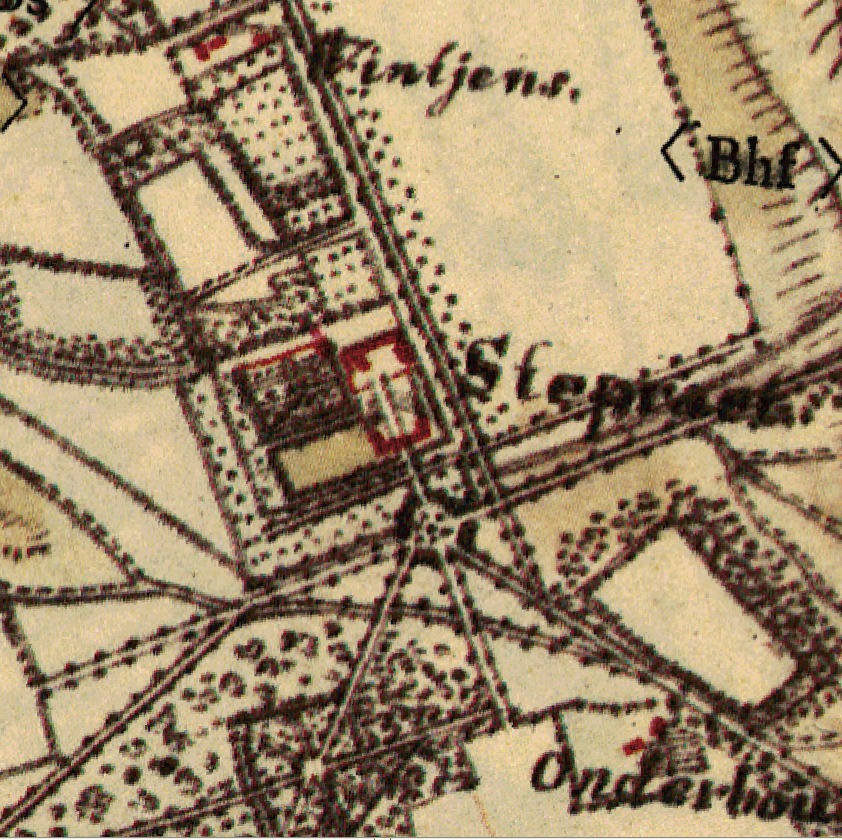
Haus Steprath auf der sogenannten Tranchotkarte

Das Haus Steprath ist ein ehemaliger Adelssitz nördlich von Walbeck, einem Ortsteil der Stadt Geldern am Niederrhein. Die burgähnliche Anlage liegt inmitten eines Waldgebiets ganz nahe der deutsch-niederländischen Grenze in Nordrhein-Westfalen und steht seit dem 20. September 1984 als Baudenkmal unter Denkmalschutz.
Das Anwesen ging in der ersten Hälfte des 15. Jahrhunderts laut dem Historiker Leopold Henrichs vermutlich aus einem einfachen Bauernhof hervor, der von mehreren Besitzergenerationen nach ihren Bedürfnissen umgestaltet wurde. Eine erste urkundliche Erwähnung fand die Anlage gegen Mitte des 16. Jahrhunderts anlässlich der Heirat der Erbtochter Katharina von Geldern mit Heinrich von Steprath, dessen Name sich auf das Haus übertrug.
Nach umfassender Restaurierung ab Ende der 1980er Jahre dient das Herrenhaus der Anlage heute als Tagungs- und Begegnungsstätte. Eine Besichtigung des als Baudenkmal unter Denkmalschutz stehenden Gebäudes ist nicht möglich.

## Geschichte
Die Herrlichkeit Walbeck, und damit auch die Häuser Walbeck und Steprath, gehörten seit Mitte des 14. Jahrhunderts den Schenk von Nideggen. Vermutlich war es Heinrich Schenk von Nideggen, der in der ersten Hälfte des 15. Jahrhunderts in Steprath ein erstes festes Haus erbauen ließ. Nach seinem Tod teilten seine zwei Söhne aus der Ehe mit Aleidis von Hertefeld (auch Lisbeth genannt) den Besitz 1452 unter sich auf: Dietrich Schenk von Nideggen erhielt Haus Steprath und eine Hälfte der Herrlichkeit, während sein Bruder Johann neben der anderen Hälfte das Schloss Walbeck bekam. Beim Tod Dietrichs folgte ihm sein Sohn Roelmann aus der Ehe mit Adelheid von Büren als Herr auf Steprath nach. Da Roelmann unverheiratet starb, fiel Steprath an seinen jüngeren Bruder Derick, der bei seinem Tod aber auch keine Erben hinterließ. Haus Steprath kam deshalb nach einem Schiedsspruch des Herzogs von Geldern im Jahr 1534 an Gotthard Haes und Derick von der Lippe, einen Schwiegersohn Wienand Schenk von Nideggens.
Eine erste urkundliche Erwähnung des Hauses fand gegen Mitte des 16. Jahrhunderts statt, als Katharina von Geldern (de Gelre), Tochter Reiner von Gelderns und seiner Frau Adelheid Schenk von Nideggen, Heinrich von Steprath heiratete und die Anlage mit in die Ehe brachte. Seither trägt das Haus den Familiennamen des Bräutigams. Heinrich von Steprath starb 1586 an der Pest und wurde von seinem Sohn Reiner beerbt. Ihm folgte sein Sohn Dietrich nach, der das vorhandene Gebäude 1632 durch einen Flügel mit Kreuzstockfenstern erweitern ließ. In seine Zeit als Herr auf Steprath fällt vielleicht auch der Anbau eines weiteren Flügels an der Westseite. Unter der Witwe seines Sohnes erfolgte der Anbau einer Hauskapelle an der Nordostseite des damals bestehenden Gebäudekomplexes. Dietrichs Enkelin Johanna Maria brachte Haus Steprath durch Heirat im Jahr 1698 an die Familie ihres Ehemanns, Johann Carsilius von Doornick genannt Ulft. Dieser verlängerte den Westflügel des Haupthauses und ließ einen schmalen Seitenflügel als Remise und Gesindewohnung errichten.
Über die Heirat der Erbtochter Johanna Elisabeth im Jahr 1765 kam Haus Steprath 1794 an den Freiherrn Hermann-Adolf von Nagel, der sich verpflichtete, den Namen der im Mannesstamm aussterbenden Familie Doornick dem seinigen hinzuzufügen und weiterzuführen. Nachdem die Anlage im 20. Jahrhundert lange Zeit ungenutzt und dem Verfall preisgegeben gewesen war, gelangte Haus Steprath 1988 in den Besitz einer Eigentümergemeinschaft, die das sanierungsbedürftige Anwesen ab 1989 mit Unterstützung des Landes Nordrhein-Westfalen und dem Rheinischen Amt für Denkmalpflege restaurierte. Dabei wurde nicht nur Wildwuchs entfernt und die Grabenanlage wiederhergestellt, sondern auch Mauerwerk restauriert und Fenster sowie Teile des Daches erneuert.
Die Vorburg von Haus Steprath ist heute verpachtet und wird von einem Reitstall genutzt. Das Haupthaus ist zu einer Tagungs- und Begegnungsstätte umgebaut worden, deren Räume für Tagungen, Seminare, Feierlichkeiten und sonstige Events vermietet werden.

## Beschreibung

Schematischer Grundriss des Haupthauses

Haus Steprath ist eine zweiteilige Anlage, bestehend aus einem Herrenhaus und einer südlich vorgelagerten Vorburg. Sie ist vollständig von einem breiten, doppelten Wassergraben umgeben, der im Laufe der Zeit verlandet war und in den 1980er Jahren wiederhergestellt wurde. Die Gebäude liegen inmitten einer Parkanlage, deren Eibenhecke mehrere Jahrhunderte alt ist. Im Park finden sich ein Freiluft-Amphitheater, ein Feuerplatz, ein Grillplatz sowie Spielgelegenheiten für Kinder. Früher gab es auf dem Areal einen streng symmetrisch gegliederten Nutz- und Gemüsegarten sowie einen Lustgarten im Stil des niederländischen Barocks.

### Vorburg
Der Grundriss der zweiflügeligen Vorburg besitzt die Form eines Hufeisens, das in Richtung Herrenhaus geöffnet ist. In der Mitte des zweigeschossigen Südflügels findet sich das barocke Torhaus der Anlage mit einem Staffelgiebel, dessen Stufen abwechselnd konvex und konkav geschwungene Wölbungen besitzen. Rings um die korbbogige, mit  Blausteinquadern gefasste Tordurchfahrt ist noch gut die Blende für die einstige Zugbrücke erkennbar. Eine steinerne Wappentafel über dem Torbogen ist aus Namurer Blaustein gefertigt und zeigt Wappen sowie Namen der Bauherren: Johanna Maria von Steprath und Johann Carsilius von Doornick. Eine ebenfalls in der Steintafel zu findende Jahreszahl datiert den Bau der Vorburg auf das Jahr 1698. Die komplette Inschrift lautet: „JOHANN CARSELIUS VAN DOORNICK UND JOHANNA MARIA VAN STEPRAEDT, HERR UND FRAU DER FREIHERRLICHKEIT WALBECK UND TWISTEDEN. Anno 1698“.

### Haupthaus
Eine mit Kopfstein gepflasterte, 640 Meter lange Allee aus Eichen und Buchen verbindet die Vorburg mit dem Haupthaus. Dieses ist ein Konglomerat mehrerer Gebäude aus unterschiedlichen Epochen, das trotz der vielen Bauphasen ein recht einheitliches Erscheinungsbild abgibt und somit von frühen Bestrebungen seiner Eigentümer zeugt, die unterschiedlichen Bauteile einander anzupassen. Zu dieser Einheitlichkeit tragen auch die zahlreichen, sich ähnelnden Kreuz- und Querstockfenster bei.
Ältester Bauteil des Hauptgebäudes ist ein rechteckiges Haus mit zwei Geschossen, das den Kern des heutigen Herrenhauses bildet und durch Aus- und Anbauten heute von außen nicht mehr zu erkennen ist. Das erste Gebäude erhielt einen nördlichen Anbau, dessen Nordwest-Ecke von einem quadratischen Turm mit vier Geschossen markiert wird. Dieser stammt vermutlich – wie der Kernbau auch – aus dem ausgehenden 16. Jahrhundert. Im Jahr 1632 ließ der Besitzer Stepraths dem Bau im Südwesten einen dreigeschossigen Flügel anbauen, der durch Maueranker in Form der entsprechenden Jahreszahl datiert ist. Etwa zur gleichen Zeit, auf jeden Fall aber noch im 17. Jahrhundert, wurde auch im Süden ein neuer Flügel angebaut, der jedoch kürzer als der im Südwesten war und diesem wahrscheinlich erst im 19. Jahrhundert in der Länge angeglichen wurde. Dem Hauptbau schließt sich nach Nordosten ein langgestreckter Trakt mit zwei Geschossen und Walmdach an. Seine großen rundbogigen Toreinfahrten zeugen von seiner einstigen Bestimmung als Remise. Maueranker in Form der Jahreszahl 1712 künden von seinem Baujahr. Durch die vielen verschiedenen An- und Zubauten besitzt Haus Steprath kein einheitliches Dach, sondern eine vielfältige Dachlandschaft, in der sich auch zwei Schweifgiebel finden.
Im Inneren ist die ursprüngliche Raumaufteilung weitgehend bewahrt worden. Die Küche aus dem 16. Jahrhundert besitzt noch ihre originale Feuerstelle mit Plattenboden aus Blaustein und großem Rauchfang. Auf einem Kesselhaken ist die Jahreszahl 1551 erkennbar. Im nordwestlichen, rückwärtigen Teil des Haupthauses befindet sich die 1684 von Sophia Hedwig von Linden, der Frau Reiner Johann von Stepraths, gestiftete Kapelle mit barockem Altar und hölzernem Tonnengewölbe. Zwei Säle des Herrenhauses besitzen noch alte Stuckdecken von 1625.